# تشارلز هنري ألان بينيت
تشارلز هنري ألان بينيت (8 ديسمبر 1872 – 9 مارس 1923) هو بوذي إنكليزي وعضو سابق في جماعة الفجر الذهبي الهرمسية. كان بينيت صديقًا مبكرًا لعالم الخفيانية آليستر كراولي ومعلمًا مؤثرًا له.
حصل بينيت على اسم «بيكو أناندا ماتيا» «Bhikkhu Ananda Metteyya» لما امتلكه من سر الكهنوت كراهب بوذي وقضى سنوات من حياته في دراسة البوذية وممارستها في الشرق. كان بينيت ثاني رجل إنكليزي حاصل على سر الكهنوت كراهب بوذي (بيكو Bhikkhu) في تقليد تيرافادا، ولعب دورًا فعالًا في إدخال البوذية إلى إنكلترا. أسس بينيت الإرسالية البوذية الأولى إلى المملكة المتحدة وسعى إلى نشر نور الدارما في الغرب. شارك بينيت في تأسيس العديد من المنظمات والنشرات البوذية، ويُعد أحد أبرز مناصري البوذية المؤثرين في أوائل القرن العشرين.

## النشأة
وُلد ألان بينيت في لندن في 8 ديسمبر 1872،   وكان اسمه الكامل عند ولادته تشارلز هنري ألان بينيت. وُلدت أخته الوحيدة شارلوت لويز في برايتون قبل عام تقريبًا.  عاش بينيت طفولة صعبة ومليئة بالمعاناة. توفي والده وهو ما يزال صبيًا إذ كافحت والدته لدعم العائلة وحرصت على تربيته ككاثوليكي رومي متشدد. عانى بينيت في فترة شبابه من نوبات الربو الحاد، التي كانت منهكة واستمرت لأسابيع في بعض الأحيان.  
مع ذلك، اختبر بينيت آنذاك بعض التجارب فيما يتعلق بالعالم غير المرئي. عندما كان صبيًا صغيرًا، في سن الثامنة تقريبًا، تنصت بينيت على بعض أحاديث القيل والقال بين المؤمنين بالمعتقدات الخرافية، وسمع حديثهم حول ترائي الشيطان للمرء عند قراءته «الصلاة الإلهية». كلف بينيت نفسه بمهمة تعلم هذه الصلاة بشكل كامل لينطلق بعدها إلى الحديقة الخلفية حيث أدى الاستدعاء. ظهر في ذلك اليوم أمامه شيء ما، أو الشيطان، أو المارا أو أحد ما ليصرخ ويركض مرعوبًا إلى المنزل. عندما كان في سن السادسة عشرة، شعر بينيت بالاشمئزاز من نقاش الأولاد حول عملية ولادة الأطفال، وقال غاضبًا «إن الملائكة هي من تحضر الأطفال إلى الأرض». بعد مواجهته بدليل إرشادي حول طب التوليد، اضطر بينيت إلى قبول الحقيقة وقال: «هل صمم الإله القادر على كل شيء الذي علّم العبد عبادته هذه الطريقة المهينة والمقززة للغاية لخلود الأنواع؟ لا بد إذًا للإله أن يكون شيطانًا، يبتهج بالسخط والكره». كانت هذه اللحظة التي دحض فيها بينيت فكرة وجود إله خالق أزلي وتخلى فيها عن إيمانه ليعلن نفسه «لا أدريًا». ذكر كرولي ذات مرة، في ملاحظات السيرة الذاتية التي كتبها عن بينيت، «لم يعرف ألان البهجة أبدًا؛ شعر بالازدراء وانعدام الثقة منذ كان في الرحم».
عمل والد بينيت كمهندس مدني وكهربائي، إذ لحق بينيت خطاه ليكون باحثًا مخلصًا في العلوم الطبيعية. تلقى بينيت تعليمه في كلية كولونيال في هوليسي باي، سوفولك، واستكمل تعليمه لاحقًا في باث في إنجلترا، إذ أظهر اهتمامًا كبيرًا بالكيمياء والفيزياء. بعد تركه المدرسة، تدرب بينيت ككيميائي تحليلي وحقق درجة من النجاح في هذا المجال. أجرى بينيت أيضًا تجاربه الخاصة، إلا أنه لم يحقق أي اختراعات أو براءات اختراع مثمرة في ذلك الوقت. يصور كرولي بينيت في عمل خيالي، قد يكون صحيحًا، أثناء عمله في عملية «صنع الياقوت من غبار الياقوت»، إذ أشار أيضًا إلى ظهور عملية مماثلة للغاية بعد سنوات قليلة فقط واستخدامها بشكل شائع من قبل الآخرين. حصل بينيت في النهاية على وظيفة لدى برنارد داير، وهو محلل عام وكيميائي استشاري حائز على سمعة دولية في لندن. عمل داير أيضًا كمحلل رسمي لشركة لندن كورن تريد ودعا بينيت للمشاركة في بعثة إلى أفريقيا. رفض بينيت العرض في النهاية، وأبدى سعادته حيال ذلك لصديقه وزميله في الخفيانية فريدرك لي غاردنر نظرًا إلى تمكنه من التركيز على استئناف ممارساته الباطنية. يُقال أيضًا إن بينيت من أهم الطلاب الواعدين لدى بيرنارد داير، لكن منعته حالته الصحية السيئة من شغل هذه الوظيفة. استفسر بينيت أيضًا من غاردنر عما إذا كان بإمكانه الحصول على منصب تدريس في الكيمياء أو العلوم الكهربائية في المدارس النهارية المحلية. امتلك بينيت معرفة كهربائية عميقة، إذ امتدت درايته إلى «الفروع العليا للكهرباء، وموجات هرتز، وأشعة رونتغن وغيرها»: بقيت هذه المعرفة بالإضافة إلى موهبته في العلوم التجريبية، والرياضيات والفيزياء ملازمة له طوال حياته. ذكر كاسيوس بيريرا أن بينيت «أنجز الكثير من الأعمال الكهربائية، التي كانت ستثمر عن قريب لولا تدهور صحته...».
خلق مرض بينيت عدسة ثقيلة من المعاناة التي رأى من خلالها الحياة. كان بينيت متحررًا من أوهام اللذة والحب واعتبرها العدو الخفي للجنس البشري الذي يربط كل إنسان بلعنه الوجود. 

## البحث عن الحقيقة الروحانية
بعد تركه الكاثوليكية في سن المراهقة، استمر بينيت في البحث عما يملأ الفراغ الناجم عن هذا الانفصال إذ سعى إلى العثور على مكان له في الطيف الروحاني. تميز بينيت بقلبه وفكره اللذين يسعيان خلف السبب والنتيجة، والمعرفة التحليلية والحكمة، إذ أراد تطبيق التحليل العلمي على الدين والكشف عن الغنوسيس الروحانية الحقيقية. وقع بينيت في حب كتاب نور آسيا (1879) للسير إدوين أرنولدز في سن الثامنة عشرة، إذ قيل في ذلك الوقت أن هذا الكتاب من شأنه توليد «ارتفاع هائل في الوعي بالبوذية والاهتمام بها». شكّل هذا الكتاب نقطة تحول حقيقية في حياة بينيت، إذ ترك لديه انطباعًا ثوريًا ليستمر طوال حياته. كان بينيت شديد التأثر بالإيمان النقي والعقلاني الذي اختبره عبر أشعار أرنولدز. استطاعت هذه التجربة الدينية دفع بينيت نحو تطوير ارتباط وثيق مع الترجمات الإنكليزية الموجودة للنصوص البوذية. مع بلوغه هذه الفترة الحساسة من العمر وتأثره بكتاب نور آسيا، أعلن بينيت نفسه بوذي الإيمان في عمر الثامنة عشرة.
صرحت كاتبة السيرة إليزابيث جيه هاريس أن بينيت «كان رجل عصره، إذ وُلد مع وصول الإمبراطورية البريطانية أوج قوتها وانتشار رغبة استكشاف المسارات الدينية الجديدة لدى كثير من العقول الشابة». سعى بينيت في بحثه عن ذروة الحقيقة المطلقة إلى العثور على الإدراك الروحاني من خلال أبواب الممارسات والتعاليم الدينية والباطنية الروحانية المتوفرة له. اختبر بينيت أيضًا في سن الثامنة عشرة تجربة روحانية أخرى، عند وصوله العفوي في آن واحد إلى حالة اليوغي الكونية لإفناء شيفادارشانا، التي تعني حرفيًا «رؤية سيفا». على الرغم من خروجه الفوري، يعلق كرولي أن الأمر «لأعجوبة نظرًا إلى تمكن ألان من النجاة». حتى بعد سنوات من الممارسة الجادة، كان التأثير الذي اختبره تحويليًا، إذ قال بينيت لنفسه مشيرًا إلى هذه الحالة السامية: «هذا هو الشيء الوحيد الذي يستحق العناء، لن أفعل أي شيء آخر طوال حياتي سوى البحث عن كيفية العودة إليه». أشار كرولي أيضًا إلى «أن الأمر لأعجوبة نظرًا إلى تمكن ألان من النجاة وبقائه بكامل عقله»، إذ قد تكون هذه الحالة العالية الاستثنائية من الإحراز اليوغي خطيرة، وقد تشكل سببًا محتملًا للجنون. يشرح كرولي الإشارة التبادلية أن الشيفادارشانا وجه آخر لتجربة أروبا جانا عديمة الشكل في البوذية.
في 24 مارس 1893، قدّم بينيت طلب انضمام إلى المنظمة البارزة، الجمعية الثيوصوفية. تمثل هذه الجمعية طريقًا معروفًا للاستكشاف الروحاني الذي يغطي التقاليد الباطنية الروحانية من الشرق إلى الغرب؛ نظر هؤلاء إلى اليوغا، والدين والباطنية والظاهرية بوصفها أمورًا واجبة الدراسة والممارسة. تجدر الإشارة أيضًا إلى إعلان المؤسسين أنفسهم بوذيين في سيلان في عام 1880.
قبل ميلاده الحادي والعشرين بفترة قصيرة في نوفمبر 1893، كتب بينيت رسالة إلى ف. ل. غاردنر وصرح من خلالها «لقد كنتُ مريضًا – أصبتُ بنزف فجائي، ما أثر بدوره على الجسم...»، إذ طلب بينيت مجموعة من التقويم الفلكي من أجل تتبع طالع الأبراج الخاص بوقت ميلاده الدقيق. ألقى بينيت أيضًا خلال مسيرته محاضرة في مكان الاجتماع حول علم الأساطير المصرية. مع حلول عام 1895، فقد بينيت اهتمامه بالجمعية الثيوصوفية ليوجه جل انتباهه نحو الغنوسيس الباطنية.